# Idalima subaspersa
Idalima subaspersa là một loài bướm đêm trong họ Noctuidae.